# COS Sports Plaza
El COS Sports Plaza es un complejo deportivo propiedad de la empresa Cable Onda Sports y el Club Deportivo Plaza Amador ubicado en Metro Park, en el corregimiento de Juan Díaz en el distrito de Panamá, en la Provincia de Panamá, Panamá. 
Su principal recinto es una cancha de fútbol, la cual actualmente cuenta con una capacidad para 900 personas en graderías y 200 personas en áreas VIP, lo que hace un total para poder recibir a 1,100 espectadores y albergar al primer equipo en la máxima categoría.
Es la casa de Club Deportivo Plaza Amador. Está localizado en Metro Park, Santa María cercano a PriceSmart.
Su inauguración se dio el 20 de abril de 2024, con el "Clásico Nacional" entre el CD Plaza Amador y el Tauro FC por la jornada 14 del Torneo Apertura 2024. El mismo culminó con un marcador 0-3 a favor de los visitantes, con goles del colombiano Yilton Díaz (quien anotó el primer gol de la historia del complejo) y el panameño Ricardo Gorday selló el partido.

## Historia
El COS Sports Plaza Metro Park es un nuevo complejo enfocado en maximizar el desarrollo deportivo local, siendo la casa del CD Plaza Amador, un histórico club de fútbol nacional. Su inauguración oficial se dio el 20 de abril de 2024.
El proyecto se erige en el sector de Santa María, Ciudad de Panamá, en el terreno donde se realizaron actos de la Jornada Mundial de la Juventud (JMJ), de la Iglesia Católica, en 2019. 
El COS Sports Plaza, es un complejo deportivo que incluye en sus instalaciones una cancha de fútbol, flag football, baloncesto, voleibol, pádel, kickball, entre otras.
El complejo cuenta con una amplia variedad de áreas sociales que ofrecen una experiencia gastronómica diversa, así como un Sports Bar. Además, dispone de espacios para eventos con capacidad para albergar a más de 3,000 personas y más de 460 estacionamientos para comodidad de los asistentes.
El señor Martin Chapman, es el Gerente General del COS Sports Plaza y encargado de las instalaciones deportivas.

### Primer partido
Su primer partido de competencia oficial aficionada se dio el 5 de abril de 2024. A primera hora jugó el CD Plaza Amador Juvenil venciendo por 2-0 al Academy Champions por la Liga Juvenil LPF. Horas más tarde disputó su partido el CD Plaza Amador II cayendo derrotado 0-2 también frente al Academy Champions FC. 

### Inauguración oficial
El primer partido profesional de este complejo deportivo se realizó el 20 de abril de 2024, por la jornada 14 de la LPF en el "Clásico Nacional" entre el CD Plaza Amador y el Tauro FC.
En dicho partido el Tauro FC dominó 0-3 al CD Plaza Amador, con doblete del colombiano Yilton Díaz y del panameño Ricardo Gorday; de ese modo, mantuvo la hegemonía y el control absoluto en el Clásico Nacional a la fecha.

### Final del Torneo Apertura 2024 de la Liga Femenina de Fútbol
El día 14 de mayo de 2024, se realizó el partido de la Final del Torneo Apertura 2024 de la Liga Femenina de Fútbol de Panamá en donde Santa Fé FC superó 4-0 a CIEX Sports Academy y se coronaron por primera vez en el campeonato de balompié femenino panameño. Los goles fueron realizados por Schiandra González, que anotó el primer gol al minuto 1 tras un tiro de larga distancia que no pudo controlar la arquera. El partido se mantuvo igual, con mucho físico y juego directo, hasta su recta final, donde las jugadoras del Santa Fé FC anotaron tres goles, en los pies de Sherline King al 86', Arlén Hernández al 90+1' y Laurie Batista sobre el 90+4'.

## Características
Entre las impresionantes instalaciones se incluyen:
- La Cancha Profesional FIFA: Con dimensiones de 103 metros de largo por 67 metros de ancho.

- Gradería principal: Con una capacidad para 900 personas sentadas.
- Zona VIP: Con una capacidad de entre 100 a 200 personas.
- Palcos: Cuenta con palcos VIP y palcos de transmisión.
- Sports Bar: Es una zona de alimentación, que además cuenta con pantallas para que los aficionados puedan observar las diferentes competencias deportivas.

## Otras instalaciones
- Multibank Flag Football Field: Con medidas de 70 yardas de largo por 30 yardas de ancho.

- Nike Arena: Un tabloncillo de calidad NBA con medidas reglamentarias FIBA y de voleibol.

- Amstel Ultra Padel Zone: Con cinco canchas de pádel.

- Cancha Pascual: Destinada para partidos de fútbol recreativo de 5 contra 5.

- Cancha Multiuso: Para partidos de fútbol recreativo de 7 contra 7 y 5 contra 5.